# Natale Abbadia
Pour les articles homonymes, voir Abadia.
Natale Abbadia ou Abadia (né le 11 mars 1792 à Gênes et mort le 25 décembre 1861 à Milan) est un chef de chœur et compositeur italien de la période romantique.

## Biographie
Dès l'enfance, il s'est montré passionné par la musique. Pendant quatre années, il a suivi avec profit l'enseignement du Maître romain Pietro Raimondi puis a étudié à Gênes avec le Maître Luigi Cerro, son compatriote. Il a dirigé les chœurs du théâtre Carlo Felice de Gênes de 1831 à 1837, et a été par la suite chef de chœur à Milan.
En 1821, il a eu une fille, Luigia Abbadia, qui est devenue une cantatrice d'opéra renommée.

## Œuvres
Natale Abbadia a notamment écrit l'opéra Giannina di Ponthieu, ossia la Villanella d'onore (1812), l'opéra-bouffe L'imbroglione ed il castigamatti, ainsi que de nombreuses œuvres de musique sacrée (deux messes, l'une à trois voix, l'autre à quatre, des vêpres, plusieurs motets).  